# Étienne Baluze

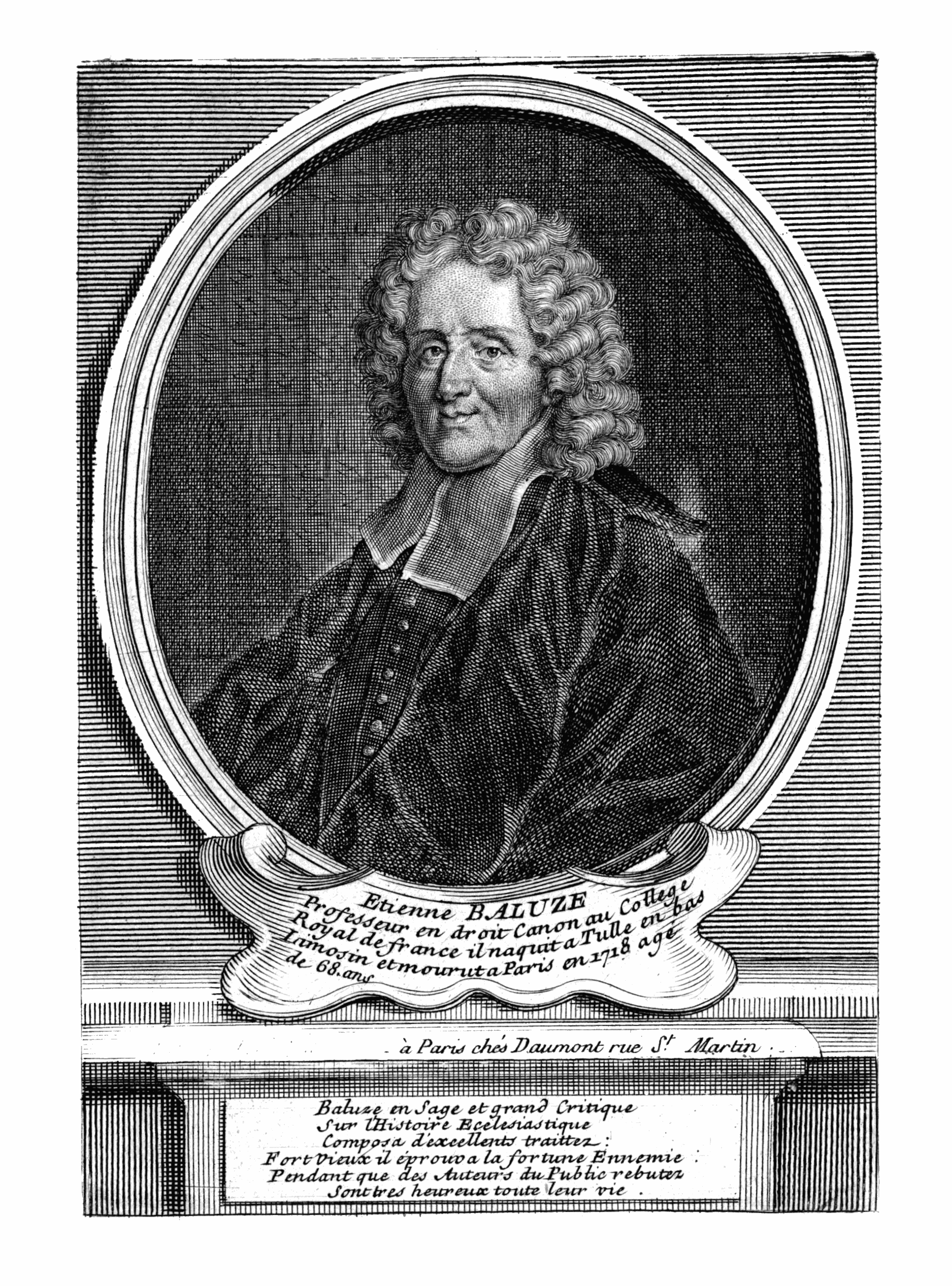
Étienne Baluze

Étienne Baluze (ur. 24 listopada 1630 w Tulle, zm. 20 lipca 1718 w Paryżu) – francuski jezuita, kanonista, historyk, prawnik, wydawca i bibliotekarz.
Pochodził z prawniczej rodziny. Zajmował się historią kościoła, patrystyką i prawem średniowiecznym. Studiował prawo i historię w Tuluzie. W 1656 został tam sekretarzem arcybiskupa Pierre’a de Marca. W 1667 został bibliotekarzem Colberta i zarządzał biblioteką przez 33 lata. Dzięki temu miał okazję zgromadzić, opracować i publikować wiele różnorodnych źródeł z dziejów Francji. Trzy lata później otrzymał stanowisko profesora prawa kanonicznego na Collège Royal, a w 1707 został kierownikiem tej placówki. Zwolniony przez Ludwika XIV po opublikowaniu w 1708 kontrowersyjnej Histoire généalogique de la Maison d'Auvergne, musiał wyjechać z Paryża po otrzymaniu listu opieczętowanego. Powrócił do stolicy już po śmierci króla.
Wydawał i publikował dzieła ważne dla poznania francuskiej historii, np. Capitularia regum Francorum (1677), Epistolae Innocentii Papae III (1682), Historia Paparum Avenionensium (1693) czy Historia Tutelensis (1717).